# Bengalia fernandiella
Bengalia fernandiella este o specie de muște din genul Bengalia, familia Calliphoridae, descrisă de Andy Z. Lehrer în anul 2005.
Este endemică în Filipine. Conform Catalogue of Life specia Bengalia fernandiella nu are subspecii cunoscute.